# فیرماونت (نیویورک)
فیرماونت (به انگلیسی: Fairmount) یک منطقهٔ مسکونی در ایالات متحده آمریکا است که در شهرستان اونانداگا، نیویورک واقع شده‌است. فیرماونت ۸٫۷ کیلومتر مربع مساحت و ۱۰٬۲۲۴ نفر جمعیت دارد و ۱۵۰ متر بالاتر از سطح دریا واقع شده‌است.